# Sulle tracce del crimine
Sulle tracce del crimine (Section de recherches) è una serie televisiva francese di genere poliziesco creata da Steven Bowl e Dominique Lancelot e trasmessa dall'11 maggio 2006 su TF1. In Italia è stata trasmessa in prima visione assoluta da Rai 3 ogni giovedì in prima serata dal 16 giugno 2011 con due episodi a sera. Dal mese di novembre 2014 è proposta in seconda serata dal lunedì al venerdì su Rai Premium che trasmette gli ultimi 4 episodi inediti della quinta stagione, la sesta e settima stagione. La serie viene trasmessa anche su Rai 4 dal lunedì al sabato mattina con due episodi ogni giorno. La stessa serie è stata anche trasmessa in altri paesi quali il Belgio, la Svizzera e la Russia.

## Trama
La section de recherches è un'unità speciale della gendarmeria nazionale, responsabile dei casi più complessi di Bordeaux e della Costa d'Argento; a partire dall'ottava stagione anche di Nizza e Provenza-Alpi-Costa Azzurra. Rapimenti di bambini, sparizioni, delitti d'odio e a sfondo sessuale sono le tipologie di crimini di cui si occupano gli investigatori di questa squadra.

## Personaggi e interpreti
- Martin Bernier (stagione 1-in corso), interpretato da Xavier Deluc.
- Nadia Angeli (stagione 1-in corso), interpretata da Chrystelle Labaude.
- Sara Cazanova (stagione 7-in corso), interpretata da Manon Azem.
- Lucas Auriol (stagione 8-in corso), interpretato da Franck Sémonin.
- Alexandre Sainte-Rose (stagione 8-in corso), interpretato da Stéphane Soo Mongo.
- Victoire Cabral (stagione 8-in corso), interpretata da Felicité Chaton.

## Episodi
| Stagione                 | Luogo                          | Episodi | Prima TV Francia | Prima TV Italia |
| ------------------------ | ------------------------------ | ------- | ---------------- | --------------- |
| Prima stagione           | Sezione di ricerca di Bordeaux | 4       | 2006             | 2011            |
| Seconda stagione         | Sezione di ricerca di Bordeaux | 8       | 2007             | 2011            |
| Terza stagione           | Sezione di ricerca di Bordeaux | 10      | 2008-2009        | 2011            |
| Quarta stagione          | Sezione di ricerca di Bordeaux | 14      | 2009-2010        | 2011-2012       |
| Quinta stagione          | Sezione di ricerca di Bordeaux | 14      | 2011             | 2013-2015       |
| Sesta stagione           | Sezione di ricerca di Bordeaux | 10      | 2012             | 2015            |
| Settima stagione         | Sezione di ricerca di Bordeaux | 16      | 2013             | 2015            |
| Ottava stagione          | Sezione di ricerca di Nizza    | 12      | 2014             |                 |
| Nona stagione            | Sezione di ricerca di Nizza    | 12      | 2015             | inedita         |
| Decima stagione          | Sezione di ricerca di Nizza    | 13      | 2016             | inedita         |
| Undicesima stagione      | Sezione di ricerca di Nizza    | 14      | 2017             | inedita         |
| Dodicesima stagione      | Sezione di ricerca di Nizza    | 14      | 2018             | inedita         |
| Tredicesima stagione     | Sezione di ricerca di Nizza    | 14      | 2019             | inedita         |
| Quattordicesima stagione | Sezione di ricerca di Nizza    | 8       | 2021             | inedita         |